# Ušće (gmina miejska Obrenovac)
Ušće (cyr. Ушће) – wieś w Serbii, w mieście Belgrad, w gminie miejskiej Obrenovac. W 2011 roku liczyła 1119 mieszkańców.